# 2022-es atlétikai Európa-bajnokság
A 2022-es atlétikai Európa-bajnokság a 25. szabadtéri Európa-bajnokság volt. A versenyeket augusztus 15. és 21. között rendezték Münchenben, Németországban.

## A magyar sportolók eredményei
| Érem  | Versenyző         | Versenyszám         | Dátum         |
| ----- | ----------------- | ------------------- | ------------- |
| Ezüst | Halász Bence      | Férfi kalapácsvetés | augusztus 18. |
| Ezüst | Kozák Luca        | Női 100 m gát       | augusztus 21. |
| Bronz | Madarász Viktória | Női 35 km gyaloglás | augusztus 16. |

## Eredmények
- WR – világrekord
- CR – Európa-bajnoki rekord
- AR – kontinensrekord
- NR – országos rekord
- PB – egyéni rekord
- WL – az adott évben aktuálisan a világ legjobb eredménye
- EL – az adott évben aktuálisan Európa legjobb eredménye
- SB – az adott évben aktuálisan az egyéni legjobb eredmény
- * – a csillaggal megjelölt sportolók csak az előfutamokban indultak, a döntőben nem

### Férfiak
| Versenyszám           | Arany | Arany        | Ezüst | Ezüst        | Bronz | Bronz       |
| --------------------- | --- | ------------ | --- | ------------ | --- | ----------- |
| 100 m                 | Marcell Jacobs · Olaszország | 9,95 =CR     | Zharnel Hughes · Nagy-Britannia                                                                                       | 9,99         | Jeremiah Azu · Nagy-Britannia                                                                               | 10,13 PB    |
| 200 m                 | Zharnel Hughes · Nagy-Britannia | 20,07 SB     | Nathaneel Mitchell-Blake · Nagy-Britannia                                                                             | 20,17        | Filippo Tortu · Olaszország                                                                                 | 20,27       |
| 400 m                 | Matthew Hudson-Smith · Nagy-Britannia                                                                                               | 44,53        | Ricky Petrucciani · Svájc                                                                                             | 45,03 SB     | Alex Haydock-Wilson · Nagy-Britannia                                                                        | 45,17       |
| 800 m                 | Mariano García · Spanyolország | 1:44,85 PB   | Jake Wightman · Nagy-Britannia                                                                                        | 1:44,91 SB   | Mark English · Írország                                                                                     | 1:45,19     |
| 1500 m                | Jakob Ingebrigtsen · Norvégia | 3:32,76 CR   | Jake Heyward · Nagy-Britannia                                                                                         | 3:34,44      | Mario García · Spanyolország                                                                                | 3:34,88     |
| 5000 m                | Jakob Ingebrigtsen · Norvégia | 13:21,13     | Mohamed Katir · Spanyolország                                                                                         | 13:22,98 SB  | Yemaneberhan Crippa · Olaszország                                                                           | 13:24,83    |
| 10 000 m              | Yemaneberhan Crippa · Olaszország                                                                                                   | 27:46,13     | Zerei Kbrom Mezngi · Norvégia                                                                                         | 27:46,94 PB  | Yann Schrub · Franciaország                                                                                 | 27:47,13 PB |
| Maraton               | Richard Ringer · Németország | 2:10:21 SB   | Maru Teferi · Izrael                                                                                                  | 2:10:23      | Gashau Ayale · Izrael                                                                                       | 2:10:29 PB  |
| Maraton csapatverseny | Izrael · Girmaw Amare · Gashau Ayale · Yimer Getahun · Omer Ramon · Maru Teferi                                                     | 6:31:48      | Németország · Simon Boch · Johannes Motschmann · Amanal Petros · Hendrik Pfeiffer · Richard Ringer · Konstantin Wedel | 6:35:52      | Spanyolország · Jorge Blanco · Ayad Lamdassem · Daniel Mateo · Abdelaziz Merzougui · Yago Rojo              | 3:38:44     |
| 110 m gát             | Asier Martínez · Spanyolország | 13,14 =EL    | Pascal Martinot-Lagarde · Franciaország                                                                               | 13,14 =EL    | Just Kwaou-Mathey · Franciaország                                                                           | 13,33       |
| 400 m gát             | Karsten Warholm · Norvégia | 47,12 CR     | Wilfried Happio · Franciaország                                                                                       | 48,56        | Yasmani Copello · Törökország                                                                               | 48,78       |
| 3000 m akadály        | Topi Raitanen · Finnország | 8:21,80      | Ahmed Abdelwahed · Olaszország                                                                                        | 8:22,35      | Osama Zoghlami · Olaszország                                                                                | 8:23,44     |
| 4 × 100 m váltó       | Nagy-Britannia · Jeremiah Azu · Zharnel Hughes · Jona Efoloko · Nathaneel Mitchell-Blake · Harry Aikines-Aryeetey* · Tommy Ramdhan* | 37,67 CR     | Franciaország · Méba-Mickaël Zeze · Pablo Matéo · Ryan Zeze · Jimmy Vicaut                                            | 37,94 SB     | Lengyelország · Adrian Brzeziński · Przemysław Słowikowski · Patryk Wykrota · Dominik Kopeć · Mateusz Siuda | 38,15 NR    |
| 4 × 400 m váltó       | Nagy-Britannia · Matthew Hudson-Smith · Charlie Dobson · Lewis Davey · Aley Haydock-Wilson · Joseph Brier* · Rio Mitcham*           | 2:59,35 SB   | Belgium · Alexander Doom · Julien Watrin · Kevin Borlée · Dylan Borlée · Jonathan Borlée* · Jonathan Sacoor*          | 2:59,49      | Franciaország · Gilles Biron · Loïc Prévot · Téo Andant · Thomas Jordier · Simon Boypa*                     | 2:59,64 SB  |
| 20 km gyaloglás       | Álvaro Martín · Spanyolország | 1:19:11 PB   | Perseus Karlström · Svédország                                                                                        | 1:19:23      | Diego García Carrera · Spanyolország                                                                        | 1:19:45 SB  |
| 35 km gyaloglás       | Miguel Ángel López · Spanyolország                                                                                                  | 2:26:49      | Christopher Linke · Németország                                                                                       | 2:29:30 PB   | Matteo Giupponi · Olaszország                                                                               | 2:30:34 PB  |
| Magasugrás            | Gianmarco Tamberi · Olaszország | 2,30 m       | Tobias Potye · Németország                                                                                            | 2,27 m       | Andrij Procenko · Ukrajna                                                                                   | 2,27 m      |
| Rúdugrás              | Armand Duplantis · Svédország | 6,06 m CR    | Bo Kanda Lita Baehre · Németország                                                                                    | 5,85 m       | Pål Haugen Lillefosse · Norvégia                                                                            | 5,75 m      |
| Távolugrás            | Miltiádisz Tendóglu · Görögország                                                                                                   | 8,52 m CR    | Thobias Montler · Svédország                                                                                          | 8,06 m       | Jules Pommery · Franciaország                                                                               | 8,06 m      |
| Hármasugrás           | Pedro Pichardo · Portugália | 17,50 m      | Andrea Dallavalle · Olaszország                                                                                       | 17,04 m      | Jean-Marc Pontvianne · Franciaország                                                                        | 16,94 m     |
| Súlylökés             | Filip Mihaljević · Horvátország | 21,88 m SB   | Armin Sinančević · Szerbia                                                                                            | 21,39 m      | Tomáš Staněk · Csehország                                                                                   | 21,26 m     |
| Diszkoszvetés         | Mykolas Alekna · Litvánia | 69,78 m CR   | Kristjan Čeh · Szlovénia                                                                                              | 68,28 m      | Lawrence Okoye · Nagy-Britannia                                                                             | 67,14 m SB  |
| Gerelyhajítás         | Julian Weber · Németország | 87,66 m      | Jakub Vadlejch · Csehország                                                                                           | 87,28 m      | Lassi Etelätalo · Finnország                                                                                | 86,44 m PB  |
| Kalapácsvetés         | Wojciech Nowicki · Lengyelország | 82,00 m WL   | Halász Bence · Magyarország                                                                                           | 80,92 m PB   | Eivind Henriksen · Norvégia                                                                                 | 79,45 m     |
| Tízpróba              | Niklas Kaul · Németország | 8545 pont SB | Simon Ehammer · Svájc                                                                                                 | 8468 pont NR | Janek Õiglane · Észtország                                                                                  | 8346 pont   |

### Nők
| Versenyszám           | Arany | Arany        | Ezüst | Ezüst      | Bronz | Bronz        |
| --------------------- | --- | ------------ | --- | ---------- | --- | ------------ |
| 100 m                 | Gina Lückenkemper · Németország | 10,99 =SB    | Mujinga Kambundji · Svájc | 10,99      | Daryll Neita · Nagy-Britannia                                                                                   | 11,00        |
| 200 m                 | Mujinga Kambundji · Svájc | 22,32        | Dina Asher-Smith · Nagy-Britannia | 22,43      | Ida Karstoft · Dánia                                                                                            | 22,72        |
| 400 m                 | Femke Bol · Hollandia | 49,44 EL, NR | Natalia Kaczmarek · Lengyelország | 49,94      | Anna Kiełbasińska · Lengyelország                                                                               | 50,29        |
| 800 m                 | Keely Hodgkinson · Nagy-Britannia                                                                                                  | 1:59,04      | Rénelle Lamote · Franciaország | 1:59,49    | Anna Wielgosz · Lengyelország                                                                                   | 1:59,87      |
| 1500 m                | Laura Muir · Nagy-Britannia | 4:01,08      | Ciara Mageean · Írország | 4:02,56    | Sofia Ennaoui · Lengyelország                                                                                   | 4:03,59      |
| 5000 m                | Konstanze Klosterhalfen · Németország                                                                                              | 14:50,47     | Yasemin Can · Törökország | 14:56,91   | Eilish McColgan · Nagy-Britannia                                                                                | 14:59,34     |
| 10 000 m              | Yasemin Can · Törökország | 30:32,57     | Eilish McColgan · Nagy-Britannia | 30:41,05   | Lonah Chemtai Salpeter · Izrael                                                                                 | 30:46,37     |
| Maraton               | Aleksandra Lisowska · Lengyelország                                                                                                | 2:28:36 SB   | Matea Parlov Koštro · Horvátország | 2:28:42    | Nienke Brinkman · Hollandia                                                                                     | 2:28:52      |
| Maraton csapatverseny | Németország · Miriam Dattke · Kristina Hendel · Domenika Mayer · Deborah Schöneborn Ramon · Rabea Schöneborn · Katharina Steinruck | 7:28:48      | Spanyolország · Marta Galimany · Elena Loyo · Laura Méndez · Irene Pelayo                                                                     | 7:39:25    | Lengyelország · Monika Jackiewicz · Aleksandra Lisowska · Angelika Mach                                         | 7:40:54      |
| 100 m gát             | Pia Skrzyszowska · Lengyelország                                                                                                   | 12,53        | Kozák Luca · Magyarország | 12,69 =NR  | Ditaji Kambundji · Svájc                                                                                        | 12,74        |
| 400 m gát             | Femke Bol · Hollandia | 52,67 CR     | Viktorija Tkacsuk · Ukrajna | 54,30      | Anna Rizsikova · Ukrajna                                                                                        | 54,86        |
| 3000 m akadály        | Luiza Gega · Albánia | 9:11,31 CR   | Lea Meyer · Németország | 9:15,35 PB | Elizabeth Bird · Nagy-Britannia                                                                                 | 9:23,18      |
| 4 × 100 m váltó       | Németország · Alexandra Burghardt · Lisa Mayer · Gina Lückenkemper · Rebekka Haase · Jessica-Bianca Wessolly*                      | 42,34        | Lengyelország · Pia Skrzyszowska · Anna Kiełbasińska · Marika Popowicz-Drapała · Ewa Swoboda · Magdalena Stefanowicz* · Martyna Kotwiła*      | 42,61 NR   | Olaszország · Zaynab Dosso · Dalia Kaddari · Anna Bongiorni · Alessia Pavese · Gloria Hooper*                   | 42,84        |
| 4 × 400 m váltó       | Hollandia · Eveline Saalberg · Lieke Klaver · Lisanne de Witte · Femke Bol · Laure de Witte*                                       | 3:20,87 EL   | Lengyelország · Anna Kiełbasińska · Iga Baumgart-Witan · Justyna Święty-Ersetic · Natalia Kaczmarek · Kinga Gacka* · Małgorzata Hułub-Kowalik | 3:21,68 SB | Nagy-Britannia · Victoria Ohuruogu · Ama Pipi · Jodie Williams · Nicole Yeargin · Zoey Clark* · Laviai Nielsen* | 3:21,74 SB   |
| 20 km gyaloglás       | Andigóni Drizmpióti · Görögország                                                                                                  | 1:29,03 PB   | Katarzyna Zdziebło · Lengyelország | 1:29:20    | Saskie Feige · Németország                                                                                      | 1:29:25 PB   |
| 35 km gyaloglás       | Andigóni Drizmpióti · Görögország                                                                                                  | 2:47:00      | Raquel Gonzalez · Spanyolország | 2:49:10    | Madarász Viktória · Magyarország                                                                                | 2:49:58 PB   |
| Magasugrás            | Jaroszlava Mahucsih · Ukrajna | 1,95 m       | Marija Vuković · Montenegró | 1,95 m     | Angelina Topić · Szerbia                                                                                        | 1,93 m       |
| Rúdugrás              | Wilma Murto · Finnország | 4,85 m CR    | Katerína Sztefanídi · Görögország | 4,75 m SB  | Tina Šutej · Szlovénia                                                                                          | 4,75 m       |
| Távolugrás            | Ivana Vuleta · Szerbia | 7,06 m =SB   | Malaika Mihambo · Németország | 7,03 m     | Jazmin Sawyers · Nagy-Britannia                                                                                 | 6,80 m       |
| Hármasugrás           | Marina Beh-Romancsuk · Ukrajna | 15,02 m EL   | Kristiina Mäkelä · Finnország | 14,64 m SB | Hanna Knyazyeva-Minenko · Izrael                                                                                | 14,45 m      |
| Súlylökés             | Jessica Schilder · Hollandia | 20,24 m EL   | Auriol Dongmo · Portugália | 19,82 m NR | Jorinde van Klinken · Hollandia                                                                                 | 18,94 m      |
| Diszkoszvetés         | Sandra Perković · Horvátország | 67,95 m      | Kristin Pudenz · Németország | 67,87 m PB | Claudine Vita · Németország                                                                                     | 65,20 m SB   |
| Gerelyhajítás         | Elína Dzénngo · Görögország | 65,81 m PB   | Adriana Vilagoš · Szerbia | 62,01 m    | Barbora Špotáková · Csehország                                                                                  | 60,68 m      |
| Kalapácsvetés         | Bianca Ghelber · Románia | 72,72 m      | Ewa Różańska · Lengyelország | 72,12 m PB | Sara Fantini · Olaszország                                                                                      | 71,58 m      |
| Hétpróba              | Nafissatou Thiam · Belgium | 6628 pont    | Adrianna Sułek · Lengyelország | 6532 pont  | Annik Kälin · Svájc                                                                                             | 6515 pont NR |